# آرامگاه پیر
بقعه پیر مربوط به دوره ساسانیان است و در شهرستان بویین زهرا، بخش دشتابی، روستای آقا بابا واقع شده و این اثر در تاریخ ۱۹ مرداد ۱۳۸۴ با شمارهٔ ثبت ۱۲۸۹۲ به‌عنوان یکی از آثار ملی ایران به ثبت رسیده‌است.